# Андрю Никол
Андрю Никол (на английски: Andrew Nicoll) е шотландски журналист и писател на произведения в жанра любовен роман и трилър.

## Биография и творчество
Андрю Никол е роден на 4 януари 1962 г. в Дънди, Шотландия. Отраства в Броути Фери.
След кратък период на работа като горски пазач се насочва към журналистиката и пише материали за политиката и за дейността на шотландския парламент за вестник „Сън“. Заедно с работа си започва да пише поезия и разкази, които публикува в „New Writing Scotland“ и други списания..
Първият му роман „The Good Mayor“ (Добрият кмет) пише докато пътува с влак в продължение на 18 месеца между дома си и работа си в Единбург. Публикуван е през 2008 г. и печели награда „Saltire“ за дебют.
Вторият му роман „Животът и смъртта на Катерина“ е издаден през 2011 г. Главният герой, известният писател Лусиано Ернандо Валдес, изпада в творческа криза, но точно тогава среща красивата и талантлива Катерина. Той е запленен от нея, но любовта му се оказва смъртната ѝ присъда.
Андрю Никол живее със семейството си във викторианска къща в Броути Фери.

## Произведения

### Самостоятелни романи
- The Good Mayor (2008)
- The Love and Death of Caterina (2011)
Животът и смъртта на Катерина, изд.: ИК „Бард“, София (2012), прев. Лили Христова
- If You're Reading This, I'm Already Dead (2012)
- The Secret Life and Curious Death of Miss Jean Milne (2015)